# Orlando Consort
L'Orlando Consort est un ensemble vocal britannique, dévolu à l'interprétation de la musique médiévale et Renaissance. L'ensemble est fondé en 1988, au sein du Early Music Centre of Great Britain
L'Orlando Consort est formé par quatre membres principaux : Robert Harre-Jones (contreténor), Charles Daniels (ténor), Angus Smith (ténor) et Donald Greig (baryton). Outre leurs activités dans le groupe, ses membres collaborent avec autres ensembles anglais comme The Tallis Scholars, le Gabrieli Consort & Players ou le Taverner Consort. Ils incorporent aussi d'autres chanteurs lorsque le répertoire interprété le requiert.
Dans les dernières années, les programmes de l'ensemble ont incorporé la musique contemporaine et il a collaboré avec le quatuor de jazz Perfect Houseplants.

## Discographie
L'Orlando Consort a enregistré pour les labels discographiques Metronome, Archiv, Harmonia Mundi USA et Hyperion Records.
- 1990 - Alleluia Nativitas. Music and Carols for À Médiéval Christmas. Metronome 1001. (Fiche sur medieval.org)
- 1990 - Philippe de Vitry and the Ars Nova. Amon Ra 49. (Fiche sur medieval.org)
- 1992 - Worcester Fragments. English sacred music of the late Middle Ages. Amon Ra 59. (Fiche sur medieval.org)
- 1993 - Loyset Compère. Mass, Motets, Songs. Metronome 1002. (Fiche sur medieval.org)
- 1994 - Popes & Antipopes. Music for the Courts of Avignon & Rome. Metronome 1008. (Fiche sur medieval.org)
- 1995 - John Dunstaple. Metronome 1009. (Fiche sur medieval.org)
- 1995 - Passion. Metronome 1015. (Fiche sur medieval.org)
- 1995 - Pierre de la Rue: Missa De Sancto Job. ORF Shop CD 150. (Fiche sur medieval.org)
- 1996 - Ockeghem: Missa De plus en plus & Chansons. DG Archiv "Blue" 471 727. (Fiche sur medieval.org)
- 1996 - Mystery of Notre Donne-moi. Chant & Polyphony. Archiv 477 5004. (Fiche sur medieval.org)
- 1997 - Dreams in the Pleasure Garden. Machaut: Chansons. DG Archiv 457 618-2 AH. (Fiche sur medieval.org)
- 1997 - Extempore. Blend Médiéval church music with contemporary jazz and eastern rythms to create à new soundscape of original music. Orlando Consort Et Perfect Houseplants. Linn CKD 076. (Fiche sur medieval.org)
- 1998 - The Saracen and the Dove. Music from the Courts of Padoue and Pavia around 1400. Archiv Produktion 459 620-2. (Fiche sur medieval.org)
- 1999 - Josquin Desprez: Motets. DG Archiv 463 473-2. (Fiche sur medieval.org)
- 2001 - Food, Wine & Song. Music & Feasting in Renaissance Europe. Harmonia Mundi HMU 90 7314. (Fiche sur medieval.org)
- 2001 - The Call of the Phoenix. Rare 15th-century English Church music. Harmonia Mundi USA 907297. (Fiche sur medieval.org)
- 2002 - Extempore II. À modern Mass for the Feast of St Michael based on the médiéval melody L'homme ai armé. Orlando Consort Et Perfect Houseplants. Harmonia mundi HMU 90 7319. (Fiche sur medieval.org)
- 2002 - The Tolède Summit. Early 16th c. Spanish and Flemish Songs and Motets. Harmonia Mundi USA 907328. (Fiche sur medieval.org)
- 2003 - Busnois: Missa "Ou crux lignum", Motets, Chansons. Harmonia Mundi USA 907333. (Fiche sur medieval.org)
- 2004 - Médiéval Gardens. The Rose, the Lily & the Whortleberry. Harmonia Mundi HMU 90 7398. (Fiche sur medieval.org)
- 2006 - Médiéval Christmas. Xe siècle to Sixteenth-Century secular & liturgical music for Feasts days. Harmonia Mundi HMU 90 7418. (Fiche sur medieval.org)
- 2008 - Scattered Rhymes. Œuvres de Tarik Ou'Regan, Guillaume de Machaut, Gavin Bryars et Guillaume Dufay. Je joins avec le Estonian Philharmonic Chamber Choir, dirigé par Paul Hillier. Harmonia Mundi USA HMU 80 7469 (SACD). (Fiche sur medieval.org)
- 2013 - Guillaume de Machaut, chansons du voir-dit (2-5 juillet 2012, Hyperion) (OCLC 934771408)

Albums avec autres ensembles :
- 2003 - Resonanzen 2003. Krieg und Frieden. ORF "Edition Alte Musik" CD 341 (3 SACD). (Fiche sur medieval.org)